# NGC 1532
NGC 1532 este o galaxie spirală barată situată în constelația Eridanul. A fost descoperită în 29 octombrie 1826 de către James Dunlop. Se află la o distanță de 19,95 megaparseci de Pământ.